# Laborcfalva
Laborcfalva (1899-ig Laborcz-Volya, szlovákul: Voľa) község Szlovákiában, a Kassai kerület Nagymihályi járásában.

## Fekvése
Nagymihálytól 12 km-re északnyugatra, a Laborc jobb oldalán fekszik.

## Története
1357-ben említik először. Lakói főként mezőgazdaságból éltek.
A 18. század végén Vályi András így ír róla: „VOLYA. Laborcz Volya. Tót falu Zemplén Várm. földes Urai Gr. Sztáray, Okolicsányi, és Natafalusi Uraságok, lakosai orosz vallásúak, fekszik Sztarához n. k. 1/2, d. Natafalvához fél, é. Őrmezőhöz is fél órányira; határja 2 nyomásbéli, gabonát, zabot, árpát, és búzát középszerűen terem, erdeje tőlgyes, mezeje térséges, és lapályos, fövenyes is, réttye elég, Laborcz vizének áradásai rongállyák, piatza Homonnán van 1 órányira.”
Fényes Elek 1851-ben kiadott geográfiai szótárában így ír a faluról: „Volya (Laborcz), Zemplén vm. orosz f. Őrmező fil. 42 romai, 410 g. kath., 17 zsidó lak. Görög anya sz. egyház. 380 h. szántóföld. F. u. gróf Sztáray. Ut. p. Nagy-Mihály.”
Borovszky Samu monográfiasorozatának Zemplén vármegyét tárgyaló része szerint: „Laborczfalva, előbb Laborcz-Volya, laborczmenti tót kisközség 80 házzal és 448, nagyobbára gör. kath. vallású lakossal. Postája és vasúti megállója Nátafalva, távírója Őrmező. Legrégibb birtokosául 1421-ben a Nagymihályi családot ismerjük. 1436-ban a Nátafalusi Csontos családot, 1469-ben a Nagymihályi Eödönffyakat s a Farkas családot iktatják birtokába. 1473-ban Mátyás király a Nátafalussyaknak új adományt ad a birtokra. Az 1598-iki összeírásban Paczoth Ferencz és Szent-Ivány Zsigmond vannak birtokosaiként említve. A XVII. század közepe táján a Barkóczyak bírják. 1774-ben földesurai gróf Sztáray János és Okolicsányi János. Ezidőszerint nincs nagyobb birtokosa. Görög katholikus templomának építési ideje ismeretlen. Van itt egy régi úrilak, mely a Luzsénszkyaké volt. Ide tartozik Sztankócz-puszta, mely már a XV. század elején szerepel és Laborczfalva sorsában osztozott. Itt van Ferenczy Elek kényelmes úrilaka, melynek alapját már a XVI. században lerakták. Később a báró Luzsénszkyaké lett, kiktől, a birtokkal együtt, az e családdal rokon Ferenczy család megvásárolta. A kastélyban említésre méltó könyvtár van, mely kb. 2000 kötetből áll.”
1920-ig Zemplén vármegye Nagymihályi járásához tartozott.

## Népessége
| Év:            | 1994. | 2004.   | 2014. | 2024.   |
| -------------- | ----- | ------- | ----- | ------- |
| Emberek száma: | 258   | 250     | 265   | 271     |
| Eltérés:       |       | -3,10 % | +6 %  | +2,26 % |

| Év:            | 2023. | 2024. |
| -------------- | ----- | ----- |
| Emberek száma: | 271   | 271   |
| Eltérés:       |       | +0 %  |

1910-ben 420, túlnyomórészt szlovák anyanyelvű lakosa volt.
2001-ben 242 lakosából 238 szlovák volt.
2011-ben 254 lakosából 242 szlovák volt.

## Nevezetességei
- Görögkatolikus temploma 1700-ban épült, a század végén klasszicista stílusban építették át.